# P.43
P.43 – projekt włoskiego czołgu z okresu II wojny światowej, planowany następca P26/40.  W nomenklaturze włoskiej nosił on nazwę czołgu ciężkiego (P - Pesante) choć w porównaniu z ówczesnymi czołgami innych państw był to odpowiednik czołgu średniego.
Zamówiono 150 czołgów tego typu, ale do końca wojny powstała tylko drewniana makieta tego pojazdu w skali 1:1.